# 素友
素友（1920年4月10日—2002年9月12日）越南诗人、政治家。
素友1920年生于顺化市的一个富裕家庭，他原名阮金成（Nguyễn Kim Thành），根据“吾儿素有大志”一句，取笔名“素有”，后又改为同音的“素友”。18岁素友就开始参加抗法革命运动，1942年从监狱中逃脱后继续从事地下革命活动。1976年选为越南共产党政治局候补委员，任中央宣传部部长，1980年2月被任命为副总理，3月选为越共政治局委员。素友同国会主席长征关系密切，是一个正统斯大林主义的鼓吹者。他也是越南著名的革命诗人，出过5本诗集。
1980年他在党和政府内的地位急剧下降，被排除出政治局。1985年越南的货币改革和抑制通货膨胀政策失败，通货膨胀在1986年上升了700%。素友不得不辞去副总理的职务，彻底退出政坛。2002年去世。